# Thomas Fairfax
Thomas Fairfax (17. leden 1612 – 12. listopad 1671) byl generál a vrchní velitel parlamentaristické armády v době anglické občanské války.

## Mládí
Narodil se jako nejstarší syn Ferdinanda Fairfaxe 17. ledna 1612 v Otley v hrabství Yorkshire. V letech 1626 – 29 studoval na Cambridgeské univerzitě. Po studiu odejel do Nizozemska a sloužil jako dobrovolník v anglické armádě pod generálem Horacem Verem. V létě 1637 se oženil s jeho dcerou Annou Vere.

## Před občanskou válkou
Oba Fairfaxové, otec i syn, ačkoli byli ve službách krále Karla I., byli odpůrci královské svévole a Thomas se vyjádřil, že parlament je nejlepším a nejbezpečnějším jednacím místem pro krále a království. Když se Karel snažil vytvořit v Yorku svou osobní gardu, která se měla stát základem jeho vlastní armády, byl Fairfax pověřen, aby mu doručil petici parlamentu, naléhavě žádající, aby přestal vytvářet své vlastní vojsko. Fairfax mu chtěl předat tento dokument na velkém shromáždění místních rolníků. Karel tuto petici nechtěl přijmout a strhl svého koně zpět, ale Fairfaxovi se podařilo vložit petici za hrušku jeho sedla.

## Občanská válka
Když vypukla občanská válka, byl jeho otec jmenován velitelem parlamentního vojska na severu země a Thomas velitelem jezdectva. Kritická situace na severu země vznikla roku 1644, když York obsazený roajalisty pod vedením Viléma Cavendishe vzdoroval spojeným silám parlamentaristů a Skotů a městu na pomoc spěchal princ Ruprecht se všemi silami, které měl k dispozici. 2. července došlo k bitvě u Marston Moor, která byla rozhodujícím zápasem o sever země. Sám Fairfax se aktivně zapojil do boje, a i když byl několikrát zraněn, podařilo se mu připojit k Oliverovi Cromwellovi a jeho vítěznému jezdectvu. Jeho bratr Karel v bitvě padl. Parlamentaristé obsadili York a ovládli téměř celý sever země.
Na jihu a východě země pokračovala válka s roajalisty ještě další dva roky, což vyvolávalo mezi lidmi nepokoje a nespokojenost. Reakcí bylo parlamentní nařízení (Self-Denying Ordinance), které nařizovalo členům horní a dolní komory parlamentu, aby si vybrali mezi vojenskou pozicí nebo členstvím v parlamentu. Došlo k vytvoření armády nového jednotného typu (New Model Army). Jejím velením byl pověřen Thomas Fairfax a Oliver Cromwell byl jmenován jeho zástupcem a velitelem jezdectva. Velkým úspěchem této armády byla bitva u Naseby, ve které 14. červen 1645 zvítězili parlamentaristé a přinutili krále utéct do Walesu. Fairfax poté velel obléhání Leicesteru a dobyl Tauton, Bridgewater a Bristol.
Král se vrátil z Walesu do Oxfordu, kde byla silná vojenská posádka, ale před hrozbou obléhání utekl a vzdal se Skotům. Oxford padl v září 1646 a Karel I. tak neměl ani armádu ani žádné vojsko. V lednu 1647 byl Skoty předán parlamentaristům a Fairfax ho doprovázel při cestě do Holdenby. Následovala jednání mezi parlamentem a králem, mezi králem a Skoty a mezi presbyteriány a radikály v parlamentu. Fairfax byl nucen stát se prostředníkem v jednání mezi důstojníky armády a parlamentem. Nespokojenost důstojníků vyvrcholila zajetím krále oddílem jezdectva. Armáda se stala nátlakovou skupinou, která požadovala rozpuštění parlamentu a potrestání krále.
Fairfax trávil v té době více času na svém panství, a protože považoval situaci za příliš radikální, uvažoval o rezignaci na vrchní velení armády. Byl ale přesvědčen, aby v této pozici dále vytrval. Krátce před vypuknutím druhé fáze občanské války se stal následníkem svého otce jako baron a správce Hullu. V boji proti roajalistům roku 1648 prokázal svoji dřívější rozhodnost a schopnost a jeho největším úspěchem bylo úspěšné obléhání Colchesteru. V té samé době Cromwell v bitvě u Prestonu porazil Skoty a završil tak vítězství parlamentaristů.
Fairfax byl dohodnut s Cromwellem a vojenskými veliteli na potrestání Karla I. a stále byl vrchním velitelem armády. Byl jmenován vrchním soudcem v procesu s králem a účastnil se jeho počátečních jednání. Když ale zjistil, že se má jednat o trestu smrti pro Karla, odmítl se dalších zasedání soudu zúčastnit. Jeho poslední akcí, kde působil jako vrchní velitel, bylo potlačení vzpoury v Burfrodu v květnu 1649. Roku 1650, když Skotové jmenovali Karla II. králem a parlament rozhodl o vyslání vojska do Skotska, aby zabránil případné invazi Skotů do Anglie, Fairfax rezignoval na svou funkci. Jeho nástupcem v této pozici byl jmenován Cromwell.

## Poválečné období
Fairfaxovi byla přiznána penze ve výši 5000 liber ročně a žil na svém panství v Nunappletonu až do smrti lorda protektora. Problémy pozdního období anglické republiky přivedly Fairfaxe zpět do politiky. Pomáhal George Monckovi v tažení proti vojsku Johna Lamberta. V prosinci 1659 vedl skupinu Yorkshirských mužů a jeho pověst způsobila, že se k nim připojilo asi 1200 členů jezdectva Lambertovy armády, což vedlo ke kolapsu Lambertova vojska. Fairfax se stal členem nově svolaného parlamentu a byl hlavním představitelem skupiny poslanců, která měl uvítat Karla II. Posledních 11 let svého života strávil Fairfax na svém panství v Yorkshire.